# Prunaru (okręg Mehedinți)
Prunaru – wieś w Rumunii, w okręgu Mehedinți, w gminie Prunișor. W 2011 roku liczyła 36 mieszkańców.